# سن-نازر-دو-دورشسته، کبک
سَن-نَزِر-دو-دُرشِستِه (به فرانسوی: Saint-Nazaire-de-Dorchester) قصبه‌ای در منطقه شهری بلشاس ناحیه شودییر-آپالاش در استان کبک کانادا است. در سرشماری سال ۲۰۱۱ این قصبه ۳۹۶ نفر جمعیت داشته‌است و مساحت آن ۵۱٫۴۳ کیلومتر مربع است.